# Alexander Mayah Larsen
Alexander Mayah Larsen (født 14. januar 1991 i Værløse) er en dansk skuespiller, dramatiker og forfatter, og fra 1. januar 2025 teaterdirektør for Blaagaard Teater.
Han er uddannet skuespiller fra Den Danske Scenekunstskole i København i 2019. Han har medvirket i en række teaterforestillinger bl.a. Disgraced på Betty Nansen Teatret, Mr. Marmalade og Stormfulde højder på Odense Teater, Min Mormors Gebis på Det Lille Teater, Den unge Werthers lidelser på Aarhus Teater og Sort/Hvid (teater), Den Gerrige på Folketeatret, Onkel Vanja på Vendsyssel Teater og Hobbitten på Det Kongelige Teater. Derudover har han skrevet og medvirket i den prisvindende forestilling Som Brødre på Det Kongelige Teater og senere på Blaagaard Teater og Mungo park. I 2024 instruerede han samme forestilling med titlen Som Bröder i en svensk version på Helsingborgs Stadsteater, der modtog flere svenske scenekunstpriser.      
Alexander er blevet hædret flere gange for sit arbejde som skuespiller og dramatiker. Han modtog en talentpris ved Årets Reumert i 2022 for sit arbejde med Som Brødre. I 2023 modtog han Lauritzen-prisens Believe in you-talentpris, som uddeles af Lauritzen Fonden. Samme år blev han tildelt Danske Dramatikeres manuskriptpris for Som Brødre, samt Georg Philipps hæderslegat som uddeles af Skuespillerforeningen af 1879.      
I 2024 skrev og medvirkede Alexander i sit nyeste dramatiske værk Tronfølger på Mungo Park i Allerød. 
Han var fast tilknyttet ensemblet på Mungo Park i Allerød fra 2022-2024, hvor han bl.a. medvirkede i Ingenmandsland, Turbo, Den Allersidste Dans, Som Brødre, Tronfølger og Verdensherskerne.
Alexander Mayah Larsen debuterede i 2021 som forfatter med digtsamlingen Kongen leve på Gyldendal.
På tv har han bl.a. medvirket i Enten/Eller, Perfekte steder, Skruk og filmen Glasskår.